# ونکتشورا تمپل ات رمنهلی
ونکتشورا تمپل ات رمنهلی (به انگلیسی: Venkateshwara Temple at Ramenahalli) یک روستا در هند است که در Gadag district واقع شده‌است.

## خصوصیات
ونکتشورا تمپل ات رمنهلی ۴٬۰۶۸ نفر جمعیت دارد.